# جيف أولسون
جيف أولسون (بالإنجليزية: Jeff Olson)‏ هو متزلج جبال أمريكي، ولد في 16 يناير 1966.

## وصلات خارجية
- جيف أولسون على موقع الاتحاد الدولي للتزلج (التزلج على المنحدرات الثلجية) (الإنجليزية)
- جيف أولسون على موقع أوليمبيديا (الإنجليزية)